# Lopușnea, Rohatîn
Lopușnea (în ucraineană Лопушня) este un sat în comuna Verhnea Lîpîțea din raionul Rohatîn, regiunea Ivano-Frankivsk, Ucraina.

## Demografie
Componența lingvistică a localității Lopușnea
     Ucraineană (100%)
Conform recensământului din 2001, toată populația localității Lopușnea era vorbitoare de ucraineană (100%).